# Мендосино (мыс)
Мендосино (англ. Cape Mendocino) — мыс в округе Гумбольдт штата Калифорния, США, самая западная точка этого штата. Расположен примерно в 320 километрах к северу от Сан-Франциско.
Район мыса Мендосино является одним из наиболее сейсмически активных регионов в США.

## История
Мыс был открыт в 1543 году испанскими мореплавателями из экспедиции Хуана Родригеса Кабрильо и назван в честь первого вице-короля Новой Испании Антонио де Мендоса.
В 1565 году мыса достиг испанский мореплаватель Андрес де Урданета и он стал важной точкой маршрута манильских галеонов.
В 1868 году на мысе был установлен маяк, позднее его заменили на автоматический, который, однако, прекратил свою работу в 2013 году.